# Camptochaeta coei
Camptochaeta coei är en tvåvingeart som först beskrevs av Freeman 1983.  Camptochaeta coei ingår i släktet Camptochaeta och familjen sorgmyggor. Arten är reproducerande i Sverige. Inga underarter finns listade i Catalogue of Life.